# Bob Maertens
Robert „Bob” Maertens (Boom, 1930. január 24. – 2003. január 11.) belga labdarúgó-középpályás, edző.
A belga válogatott tagjaként részt vett az 1954-es labdarúgó-világbajnokságon.